# WWE Superstars
Superstars ist eine einstündige Wrestlingshow der WWE, bestehend aus dem Roster von Raw und SmackDown. Von 2014 bis 2016 wurde sie wöchentlich auf dem hauseigenen und kostenpflichtigen Video-Streaming-Dienst WWE Network ausgestrahlt.

## Geschichte
Am 19. Dezember 2008 kündigten WWE und WGN America an, dass sie eine neue wöchentliche, einstündige Prime Time-Show mit dem Namen WWE Superstars einführen werden, die im April 2009 debütieren soll. Die Erstausstrahlung war am 16. April 2009. In der Show traten die Wrestling-Akteure von allen WWE-Brands auf, also Raw, SmackDown und ECW. 
Am 17. März 2011 kündigte WGN America an, dass sie WWE Superstars nicht länger ausstrahlen werden. Die letzte Episode wurde am 7. April 2011 ausgestrahlt. Zwischen dem 14. April bis zum 22. April 2011 und vom 6. Oktober 2011 bis zum 13. September 2012 wurde die Show auf der offiziellen WWE-Webseite WWE.com ausgestrahlt. Allerdings wird die Show weiterhin für den internationalen Rundfunk produziert.
Vergangene Episoden von WWE Superstars, SmackDown und ECW sind auf dem Video-Streaming-Dienst Hulu Plus verfügbar. WWE Superstars wird seit der Einführung am 24. Februar 2014 auf dem hauseigenen und kostenpflichtigen Video-Streamig-Dienst WWE Network ausgestrahlt.
Das Titellied von WWE Superstars ist New Day Coming von CFO$ und Todd Clark. Es ersetzte am 17. Mai 2014 Invincible von Adelitas Way. WWE Superstars nutzt das gleiche Set, dass auch bei den Hauptshows Raw und SmackDown eingesetzt wird. Die Matches werden montags bei den Raw-Events aufgenommen und dann am Donnerstag bei WWE Superstars ausgestrahlt.
Nach dem 29. August 2011 wurden alle WWE-Programme zu „Supershows“ erklärt, wodurch das gesamte WWE-Roster bei jeder Show auftreten kann.